# Auguste Philippe von Croÿ
Auguste Philippe Louis Emmanuel von Croÿ, auch August von Croÿ, (* 3. November 1765 in Condé-sur-l’Escaut, Département Nord, Frankreich; † 19. Oktober 1822 in Condé-sur-l’Escaut) war der 9. Herzog von Croÿ, Fürst von Solre, Fürst von Mœurs etc., Reichsfürst des Heiligen Römischen Reiches, spanischer Grande erster Klasse und deutscher Standesherr. Er war auch bekannt als Der schöne August.

## Leben
August war der erste Sohn von sechs Kindern des Herzogs Anne Emmanuel von Croÿ, Fürst von Solre etc., und der Prinzessin Auguste Friederike zu Salm-Kyrburg (1747–1822), einer Tochter des Fürsten Philipp Joseph zu Salm-Kyrburg. Durch Geburt war er Fürst des Heiligen Römischen Reiches. Er hatte zwei Brüder: Emmanuel Marie Maximilien (* 1768 in Paris; † 1848 in Le Rœulx, französischer General) und Gustave Maximilien Juste (* 1773 in Condé-sur-l’Escaut; † 1844 in Rouen, französischer Kardinal).
Er emigrierte 1791, im Rang eines französischen Majors, mit seiner Familie vor den Folgen des Sturm auf die Bastille.
Er erhielt am 25. Februar 1803 – auf Grund der Vereinbarungen des Friedens von Lunéville am 9. Februar 1801 und des Reichsdeputationshauptschlusses von 1803 – die Grafschaft Dülmen als Lehnsgebiet, um ihn für den Verlust seiner linksrheinischen Gebiete zu entschädigen.
Während der Restauration der Bourbonen mit der Charte von 1814 wurde er zum Pair von Frankreich ernannt.
Seine erste Frau Anne-Victurnienne-Henriette de Rochechouart de Mortemart (* 7. Mai 1773 in Paris; † 10. Juli 1806 in Dülmen) heiratete er am 10. Januar 1789. Seine zweite Frau Anne-Marie Maria Dillon (* 10. März 1796 in London; † 7. März 1827 in Paris) Comtesse Dillon de Costello-Gallen heiratete er am 5. November 1821.
August war der Begründer des westfälischen und fortan Haupt-Zweiges derer von Croÿ. Seine fünf Kinder, die mit ihrer Nachkommenschaft ab 1842 die letzten Mitglieder des Hauses von Croÿ bildeten, waren:
- Alfred François Frédéric Philippe 10. Herzog von Croÿ (* 22. Dezember 1789 in Aachen; † 14. Juli 1861 in Dülmen)
- Prinz Ferdinand Victor Philippe von Croÿ (* 31. Oktober 1791 in Aachen; † 4. September 1865 in Le Rœulx)
- Prinz Philippe François Bernard Victurnien von Croÿ (* 26. November 1801 in Wien; † 2. August 1871 in Bad Ems)
- Prinzessin Stephanie Victorine Marie Anne von Croÿ (* 5. Juni 1805 in Dülmen; † 28. September 1884 in Lissa an der Elbe)
- Prinz Gustave von Croÿ (* 12. März 1823 in Brüssel; † 16. Juli 1844 in Le Rœulx)[5][6]